# Тамаш Дечі
Тамаш Дечі (угор. Decsi Tamás; нар. 15 жовтня 1982) — угорський фехтувальник на шаблях, бронзовий призер Олімпійських ігор 2020 року, чемпіон світу та Європи.

## Виступи на Олімпіадах
| Олімпіада           | Дисципліна          | Місце |
| ------------------- | ------------------- | ----- |
| Пекін 2008          | індивідуальна шабля | 19    |
| Пекін 2008          | командна шабля      | 7     |
| Ріо-де-Жанейро 2016 | індивідуальна шабля | 26    |
| Токіо 2020          | індивідуальна шабля | 29    |
| Токіо 2020          | командна шабля      | 3     |